# Caja Común de Pensiones del Personal de las Naciones Unidas
La Caja Común de Pensiones del Personal de las Naciones Unidas, también conocida por sus siglas UNJSPF en inglés o CCPPNU en español, fue establecida en 1949 por la Asamblea General de las Naciones Unidas para proporcionar beneficios de jubilación, muerte, discapacidad y beneficios relacionados al personal de las Naciones Unidas y de las otras organizaciones admitidas como miembros de la Caja.
La CCPPNU es un plan de prestaciones definidas por múltiples empleadores.

## Datos y cifras clave
La CCPPNU fue establecida por la resolución 248 (III) de la Asamblea General de las Naciones Unidas (aprobada en diciembre de 1948) que entró en vigor el 23 de enero de 1949. Al 31 de diciembre de 2021, tenía 137.261 participantes de 25 organizaciones miembros y prestaba servicios a 82.312 jubilados y beneficiarios, residentes en más de 190 países. La Caja paga las prestaciones en 15 monedas.

## Rendimiento de las inversiones
Los activos netos disponibles para prestaciones al 31 de diciembre de 2021 ascendían a 91.459,6 millones de USD (2020: 81.511,7 millones de USD).
En junio de 2022, el valor de los activos se estimó en USD 78 mil millones.

## Solvencia
La valoración actuarial al 31 de diciembre de 2021 revisada este año por el Comité Mixto de Pensiones del Personal de las Naciones Unidas, el órgano rector de la Caja, registró un fuerte superávit. Incluso con el valor estimado más reciente de la cartera, la Caja sigue estando bien financiada con un índice de financiación aún más alto y sólido que en 2019, cuando se realizó la valoración actuarial anterior.

## Gobernanza
Los estatutos y el sistema de ajuste de las pensiones de la Caja son aprobados por la Asamblea General de las Naciones Unidas, y el Comité Mixto de Pensiones del Personal de las Naciones Unidas aprueba los Reglamentos de la Caja. La Caja es administrada por el Comité Mixto, el/la Director/a General de Administración de Pensiones, un comité de pensiones del personal para cada organización afiliada y una secretaría para cada uno de esos comités.
El Secretario General de las Naciones Unidas es responsable de las inversiones de la Caja, que son administradas a través del/de la Representante del Secretario General para la inversión de los activos de la Caja Común de Pensiones del Personal de las Naciones Unidas (RSG) y la Oficina de Gestión de las Inversiones (OIM). El Sr. Pedro Antonio Guazo Alonso (España/México) es el RSG desde julio de 2020.
En 2018, la Asamblea General de las Naciones Unidas, teniendo en cuenta la doble función del director general de la administración de la Caja y Secretario del Comité Mixto, decidió sustituir el puesto de director general/Secretario por dos puestos distintos e independientes: Director/a General de la Administración de Pensiones (nuevo nombre decidido en 2019), para administrar la Caja, y Secretario del Comité Mixto. Ambos cargos reportan al Comité Mixto.
| Año                 | País         | Nombre                                            |
| ------------------- | ------------ | ------------------------------------------------- |
| 1950-1952           | Desconocido  | Sr. Bannerman Clark                               |
| 1953-1954           | Reino Unido  | Sra. Mildred Riddelsdell                          |
| 1955-1958           | Francia      | Sr. Jacques Isaac-Georges                         |
| 1958-1960           | Países Bajos | Sr. Bernardus Tielman Twight                      |
| 1960-1963           | Países Bajos | Sr. HR Wilmot                                     |
| 1963-1983           | Israel       | Sr. Arthur Liveran                                |
| 1983-1987           | Reino Unido  | Sr. Anthony Mango                                 |
| 1987-2000           | EE.UU        | Sr. Raymond Gieri                                 |
| 2001-2012           | Francia      | Sr. Bernard Cochemé                               |
| 2013-2018           | México       | Sr. Sergio Arvizu                                 |
| Ago 2018 - Dic 2018 | EE. UU       | Sr. Paul Dooley (Director General interino)       |
| 2019                | EE. UU       | Sra. Janice Dunn Lee (directora general interina) |
| 2020-               | Canadá       | Sra. Rosemarie McClean                            |

En 2020, bajo el nuevo liderazgo de la Sra. Rosemarie McClean como directora general de la Administración de Pensiones, la Caja adoptó una nueva estrategia destinada a simplificar la experiencia del cliente, modernizar los servicios de pensiones y construir una asociación global sólida.

En 2022, la Caja recibió un premio del Secretario General de las Naciones Unidas en la categoría de innovación y sostenibilidad por uno de sus proyectos emblemáticos, el Certificado Digital de Derecho a Prestación (DCE). La aplicación DCE permite a los jubilados y beneficiarios emitir su comprobante de vida y residencia anual a través de una aplicación, en lugar de enviar un formulario en papel a la Caja.
1. ↑   página 96, párrafo 16
2. ↑   3
3. ↑  4 página 13, párrafo 11
4. ↑  5, capítulo IV, página 15 y siguientes
5. ↑  6
6. ↑  7
7. ↑  8
8. ↑  9
9. ↑   10
10. ↑   11

https://www.unjspf.org/
- Datos: Q28455859